# Golpe de Estado no Mali em 2012

Em detalhe, território reivindicado na rebelião no norte do Mali.

O Golpe de Estado no Mali em 2012 teve início no dia 21 de março de 2012, quando militares rebelados atacaram diversos locais da capital do país, Bamako, incluindo o palácio presidencial, a televisão estatal e quartéis militares. Os militares, que afirmam ter formado um "Comitê Nacional para a Restauração da Democracia e do Estado" (CNRDE), declararam no dia seguinte que eles tinham derrubado o regime de Amadou Toumani Touré, que renunciou ao cargo formalmente no dia 8 de abril, após um acordo entre as facções golpistas e lideranças da Comunidade Econômica dos Estados da África Ocidental (CEDEAO). A revolta dos militares foi resultado da insatisfação dos oficiais de baixa patente com as medidas do governo para conter a insurgência tuaregue no norte do Mali. O golpe foi seguido de condenação internacional virtualmente unânime. No dia primeiro de abril,  o "Comitê Nacional para Restauração da Democracia e do Estado" declarou que a constituição voltava a vigorar e convocou eleições das quais, segundo o grupo, não tomaria parte.
O conflito se insere no contexto de uma rebelião tuaregue separatista no norte do país (comandada pelo Movimento Nacional de Libertação do Azauade), amparada em alguma medida por apoio armado de ex-combatentes líbios. O golpe do CNRDE enfraqueceu a posição do governo e favoreceu o avanço das forças separatistas, revoltadas desde fevereiro. As cidades de Gao, Tombuctu e Kidal foram rapidamente tomadas pelos separatistas após a confusão institucional que se seguiu ao golpe de estado. Ao mesmo tempo, o Ansar Dine, um grupo extremista islâmico acusado de vínculos com a Al-Qaeda e liderado por um ex-combatente separatista tuaregue Iyad Ag Ghaly, aproveita-se do vazio de poder criado pela guerra civil apoderando-se de cidades liberadas para estabelecer a xaria (lei islâmica) no Mali. No começo do conflito, o Ansar Dine e o Movimento Nacional de Liberação do Azauade (MNLA) lutaram juntos pela separação. No entanto, houve uma cisão entre esses grupos após a tomada a Tombuctu, com o Ansar Dine abdicando da proposta separatista em favor da xaria e o MNLA reivindicando um estado independente secular.  Nos últimos dias, o conflito tem se tornado cada vez mais complexo, com quatro frentes de luta: governo civil constitucional (apoiado pela Comunidade Econômica dos Estados Africanos Ocidentais, que ameaçou interferir militarmente na região, e pela ONU), militares golpistas (apoiados, sobretudo, por militares de baixa patente insatisfeitos com o governo), separatistas tuaregues (MNLA) e tuaregues islâmicos (Ansar Dine). Mais dois grupos extremistas islâmicos atuam na região, dissidências do Ansar Dine e, por conseguinte, da Alcaida no Magrebe Islâmico (AQMI): o Movimento para a União e a Jihad na África Ocidental (MUJAO), envolvido no tráfico de drogas e alegadamente responsável pelo sequestro de diplomatas argelinos no começo de abril, e o Boko Haram (traduzido por "a educação ocidental é pecaminosa"), grupo terrorista.
No dia 7 de abril, rebeldes tuaregues declararam a independência do Azauade, região de instabilidade no norte do país. A declaração foi repudiada pela União Europeia e pela CEDEAO. No dia 8 de abril, após a reunúncia do presidente Touré, negociada pela CEDEAO e os golpistas, o poder foi entregue à Assembleia Nacional do Mali.

## Antecedentes
No dia 6 de fevereiro, rebeldes tuaregues lançaram uma grande ofensiva contra as forças armadas do Mali em uma tentativa de tomar a cidade de Kidal, ao norte do país. Alguns tuaregues legalistas fugiram para a cidade de Bamako, temendo represálias após manifestações violentas na primeira semana de fevereiro. Os rebeldes tuaregues receberam auxílio de militares e revoltosos líbios, fortemente armados após a guerra civil. No dia 8 de fevereiro, o Movimento Nacional de Liberação de Azawa (MNLA) tomou a cidade de Tinzaouaten, na fronteira do Mali com a Argélia. Ao contrário do movimento islâmico Ansar Dine, que propõe a imposição da lei islâmica no norte do Mali, o grupo nacionalista tuaregue é secular e reivindica um país autônomo ou completamente independente na região de Azawa.
A tentativa de golpe tuaregue foi seguida de semanas de protestos civis contra as débeis medidas governamentais tomadas para solucionar o caso, levando a popularidade do presidente Amadou Toumani Touré a uma queda vertiginosa. Os soldados do exército malinense pediram mais armas e recursos para amparar o combate às forças separatistas do norte, mas acabaram decepcionados com o parco amparo material fornecido pelo governo central. Alguns soldados alegam ter sido enviados para o campo de batalha sem comida suficiente. Conhecido como o "soldado da democracia" devido ao proeminente papel que assumiu no processo de democratização do Mali, Amadou Toumani Touré foi eleito para a presidência em 2002 e reeleito (para um segundo e último mandato) em 2007. O golpe de estado ocorreu apenas alguns meses antes da sua já prevista saída do poder.

## Linha do tempo

### 21 de março

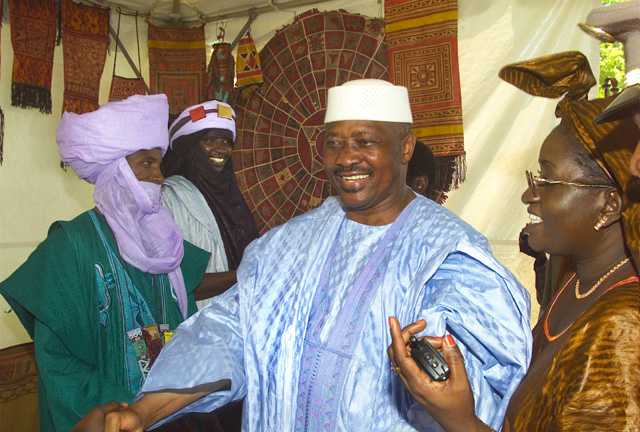
Amadou Toumani Touré, presidente de Mali.

No dia 21 de março, o ministro da defesa e general-brigadeiro Sadio Gassama foi para a base militar de Kati, 15 quilômetros ao norte de Bamako, para tentar impedir um protesto planejado para o dia seguinte pelos soldados em campo contra a suposta incompetência do governo central em lidar com a rebelião tuaregue no norte do país. Ele foi atacado e pedras foram lançadas contra seu carro. O ministro foi, então, forçado a fugir do local. Dois militares ficaram feridos, mas a presidência disse que Gassama não foi ferido nem preso.
Mais tarde no mesmo dia, veículos blindados isolados o palácio presidencial e repórteres escutaram 10 minutos de disparos de armas automáticas perto da sede da emissora estatal do Mali, cujos programas saíram do ar. Militares então bloquearam o acesso até os prédios.
À noite, depois de várias horas, a emissora do Mali voltou ao ar com uma breve mensagem exibida em um cenário mostrando músicas e danças tradicionais do Mali. "Em um momento, haverá uma declaração dos militares", dizia a mensagem. Revoltas também eclodiram em uma guarnição militar perto da cidade de Gao, no norte, e um jovem Militar teria dito que jovens recrutas tinham começado a atirar para o ar e levaram vários de seus comandantes oficiais como reféns.

### 22 de março
Na parte da manhã, o militar Amadou Konaré foi à televisão estatal, que o identificou como o porta-voz do "Comitê Nacional para a Restauração da Democracia e do Estado" (CNRDR), aparentemente formado por soldados renegados. Konaré declarou que militares haviam tomado o poder do "regime incompetente de Amadou Toumani Touré" e disse que iria governar até a chegada de um novo governo democraticamente eleito.
Mais tarde, o capitão Amadou Konaré - identificado como presidente da CNRDR - também foi à televisão estatal para declarar um toque de recolher imediato "até novo aviso".
Ele também pediu calma e condenou qualquer saque. Disse que os militares têm sido incapazes de encontrar Toure, que estaria escondido. Na manhã seguinte, o ministro das Relações Exteriores do Quênia, que estava visitando o Mali na época, informou que o aeroporto de Bamako tinha sido fechado e que ele podia ouvir tiros.
Um oficial militar que permaneceu leal ao presidente afirmou que o presidente estava em boa saúde, e que o ministro da defesa também estava seguro - ao contrário de informações anteriores divulgadas de que o ministro de defesa haviam sido preso.
O ministro das Relações Exteriores estava entre vários ministros presos depois que rebeldes tomaram o palácio presidencial e outras partes do capital.
Mais tarde no dia, foi revelado que o presidente se refugiou em uma base militar não divulgada com os militares que permaneceram leais a ele.
O líder do golpe, disse que as fronteiras do Mali foram fechadas e pediu calma na televisão estatal. A BBC informou que a força de elite do exército do Mali, os Boinas Vermelhas, podem ainda ser leais ao presidente deposto, Amadou Toumani Toure.

### 23 de março
A União Africana suspendeu o Mali, suspensão essa que duraria até que "a efetiva restauração da ordem constitucional seja obtida". Vários líderes africados disseram ter conversado com o presidente deposto e alegaram que ele estava em segurança, sob proteção de forças legalistas.
Durante o dia 23 de março, as tropas rebeldes preparam um contra-ataque para uma possível ofensiva das forças legalistas, amparadas sobretudo pela força de elite malinense.
De acordo com o correspondente da BBC para a África Ocidental, uma grande quantidade de soldados de baixa patente, possivelmente a maioria, apoiava o golpe, enquanto a maioria da oficialidade do exército não havia aparecido publicamente para defendê-lo. O Capitão Sonogo disse em uma entrevista à BBC que "nós não estamos aqui para confiscar o poder, mas estamos aqui para ter um exército e uma força de segurança capazes de assumir a segurança nacional... Portanto, assim que isso seja realizado, eu poderei dizer "Ok, eleições" em breve. Eu prometo." Um grupo de importantes políticos do Mali fizeram um anúncio condenando o golpe como um retrocesso, inclusive o candidato presidencial da oposição, Ibrahim Boubacar Keita. Um total de 14 oficiais do governo e ministro estavam sendo mantidos como reféns em Kati.
Nesse dia, os rebeldes tuaregues e os radicais islâmicos do grupo Ansar Dine disseram ter cercado Kidal. Um relato oficial do grupo dizia "Graças ao poderoso Allah, logo tomaremos Kidal."

### 24 de março
Sanogo alegou que não restava nenhum soldado do exército ue fosse leal a Touré, dizendo ter "controle total" da situação. No entanto, uma fonte anônima da equipe de Sanogo disse que Touré continuava a ser protegido por membros do batalhão de paraquedistas que formava sua guarda presidencial. Um jornalista do New York Times informou que a situação era instável e que rumores de um contra golpe continuavam fortes ao longo do dia, exacerbadas pelo longo período de tempo em que a emissora estatal ficou fora do ar.
Após relatos de que homens da polícia e do exército estavam atacando lojas e roubando carros em Bamako, Sanogo apareceu na televisão nacional para denunciar o vandalismo e os saques. Também disse que tais militares eram forças da oposição que tentavam mover a opinião pública contra o golpe. Sanogo também anunciou que tinha a intenção de manter diálogos pacíficos com os insurgentes tuaregues. De acordo com serviço de televisão do Mali, Sanogo também chegou a conversar com o embaixador Christian Rouyer.

### 25 de março
A Agência France Press relatou que as ruas de Bamako estavam calmas e desertas devido ao medo e ao corte no abastecimento de gasolina. Muitos negócios permaneceram fechados, tendo Sanogo ordenado a reabertura dos negócios no dia 27 de março.
A Comunidade Econômica dos Estados da África Ocidental planejaram um encontro de emergência em Abidjan no dia 27. Uma delegação dos países africanos ocidentais também iniciou negociações com os soldados rebeldes visando restaurar o poder a um governo eleito. Enquanto isso, alguns dos ministros detidos pelos rebeldes anunciaram sua intenção de iniciar uma greve de fome.

### 26 de março
O governo Obama suspendeu formalmente a ajuda ao Mali, alegando que só voltaria a fornecer apoio ao país quando a democracia fosse restaurada. Mil pessoas protestaram em Bamako e pediram a volta da democracia cantando "Abaixo Sanogo" e "Libertem a ORTM (Office de Radiodiffusion-Télévision du Mali, a emissora estatal de televisão e rádio do Mali)"
O aeroporto internacional de Bamako-Sénou foi parcialmente reaberto para o transporte de civis.

### 27 de março
O presidente da Costa do Marfim, Alassane Ouattara, afirmou que a democracia deveria ser restaurada. Mais tarde, ele descreveu a democracia do Mali como um bem "não negociável". Kadre Desire Quedraogo, o chefe da comissão da Comunidade Econômica dos Estados da África Ocidental descreveu o golpe como uma "ameaça a toda a região". Centenas de manifestantes malinenses clamaram pelo retorno do governo civil. Escolas e negócios reabriram após a ordem do Conselho Nacional de Restauração da Democracia. Os rebeldes tuaregues ignoraram os pedidos de Sanogo por um cessar-fogo e continuaram sua ofensiva.

### 28 de março
Amadou Toumani Touré disse em uma entrevista com a emissora de rádio francesa RFI: "Eu estou livre e em meu país... A coisa mais importante para mim agora não é a minha posição. O que é mais importante é a democracia, as instituições e o Mali."
Milhares de malinenses tomaram as ruas da capital para mostrar seu apoio à junta e rejeitar a interferência "externa" após a Comunidade Econômica dos Estados da África Ocidental alegar que estava preparando tropas para uma intervenção caso fosse necessário. Conflitos violentos tiveram lugar na capital. O governo anunciou uma nova constituição. Nela, o grupo de militares no poder alegou que não se candidataria para as futuras eleições.

### 29 de março
Os cinco líderes da Comunidade Econômica dos Estados da África Ocidental (CEDEAO) abandonaram seus planos de visitar Bamako após dezenas de apoiadores do golpe invadirem as pistas do aeroporto internacional cantando "Vergonha da CEDEAO, o Mali é nosso". A CEDEAO anunciou ainda no dia 27 que a junta militar tinha 72 horas para retornar o poder às autoridades constitucionais, ou o Mali sofreria as consequências do fechamento de suas fronteiras e o congelamento de sua presença na Comunidade.
Um sentimento anti-ocidental logo se espalhou por Bamako devido à percepção de que os Estados Unidos e a França estavam por trás das sanções propostas. Um correspondente da Radio France foi detido por oficiais da junta, algemado e ameaçado de execução extrajudicial; ele foi liberado no dia seguinte.

### 30 de março
O Movimento Nacional de Liberação de Azauade capturou a capital regional de Kidal, incluindo sua maior base militar. Sanogo pediu ajuda militar aos vizinhos do Mali, alegando ser necessário "salvar a população e a integridade territorial do Mali". Sanogo respondeu que entendia a posição da CEDEAO e reiterava sua promessa de convocar eleições, mas se recusou a definir uma data.
O New York Times reportou que servidores civis não conseguiam normalizar os serviços públicos devido a roubos da maior parte dos computadores do governo e dinheiro das poupanças.

### 31 de março
Gao, uma capital regional do norte, foi tomada pelo Movimento Nacional de Liberação da Azauade (MNLA) e pelo Ansar Dine. Representantes dos militares golpistas continuaram a negociar com líderes da CEDEAO.

### 1 de abril
Forças rebeldes cercaram Tombuctu, a última maior cidade de Azauade controlada pelo Comitê Nacional de Restauração da Democracia. A cidade foi capturada mais tarde ainda nesse dia. Sanogo reafirmou seu compromisso de convocar eleições e afirmou que a constituição anterior voltava a vigorar.

### 2 de abril
Após o Comitê Nacional de Restauração da Democracia deixar de cumprir as exigências da CEDEAO, aplicaram-se sanções "severas" contra o Mali. A conta da nação no Banco Central dos Estados da África Ocidental foi congelada, suas fronteiras foram fechada e suas importações de pétroleo, principalmente dependentes da Costa do Marfim, foram severamente afetadas. Ainda esse dia, o serviço de abastecimento elétrico do país deixou de funcionar.
O líder do grupo extremista islâmico Ansar Dine, Iyad Ag Ghaly, tomou Tombuctu dos rebeldes tuaregues e ordenou o cumprimento da "lei islâmica".

### 3 de abril
A França pressiona o Conselho de Segurança da ONU a emitir um comunicado acerca da situação no Mali. Mais tarde, a presidente do Conselho de Segurança da ONU declarou que as Nações Unidas reprovam o golpe militar e que a ONU poderá estabelecer sanções contra o país africano.

### 4 de abril
Falta alimento e combustível no Mali. No final do dia, líderes do MLNA declaram cessar-fogo conforme exigido por resolução do Conselho de Segurança da ONU. Em seu site, os separatistas anunciaram: "Após a libertação de todo o território de Azauade (norte de Mali) e levando em consideração o pedido do Conselho de Segurança, dos Estados Unidos, da França e dos Estados da região, o MNLA anuncia o fim unilateral das operações militares a partir desta quinta-feira, dia 5"
UNESCO alerta para risco de destruição do patrimônio universal de Tombuctu.

### 5 de abril
Rebeldes ligados ao grupo extremista islâmico Ansar Dine ou ao Movimento para a União e a Jihad na África Ocidental (MUJAO) sequestram 7 membros do consulado argelino na cidade de Gao, no norte do país. Em Tombuctu, os islamistas anunciaram a aplicação da lei islâmica e ordenaram o corte da mão de ladrões em público. A França declarou que oferecia apoio logístico contra os rebeldes, sobretudo as facções ligadas à Al Qaeda.

### 6-7 de abril
Declaração de independência de Azauade.

### 8 de abril
Golpistas entregam o poder à Assembleia Nacional do Mali e presidente Amadou Touré renuncia.

## Reação internacional
- Nações Unidas: Em Nova York, um porta-voz da ONU disse que o secretário-geral Ban Ki-moon está acompanhando o evento com "profunda preocupação" e apelou à calma e para que as queixas sejam resolvidas pacificamente e dentro do processo democrático. Ban também reiterou o apoio da ONU para a ordem constitucional no país.[36]
- Austrália: O governo australiano aconselhou seus cidadãos no Mali a permanecerem fora das ruas e evitar protestos e manifestações.[37]
- França: A França disse que estava suspendendo a cooperação diplomática com Mali.[38]
- Estados Unidos: A porta-voz do Departamento de Estado estadunidense, Victoria Nuland, disse que sua Embaixada em Bamako está "monitorando de perto a situação e alertou os cidadãos norte-americanos em Mali para se abrigar no lugar".[39]